# Levelink
Hermann Levelink, Omnibusverkehr GmbH & Co. KG is een Duitse busonderneming die het stads- en streekvervoer verzorgt in het gebied rond Meppen, in het Emsland (Nedersaksen), inclusief één grensoverschrijdende buslijn naar Nederland. Daarnaast is het bedrijf ook actief in het vervoer van mindervalide mensen en busreizen.

## Geschiedenis
Levelink werd in 1932 opgericht door Hermann Levelink uit Nieuw-Schoonebeek (Nederland). Sinds 1949 rijdt Levelink in het personenvervoer. In 1955 begint de stadsdienst in Meppen. In 1975 wordt het bedrijf overgenomen door zijn beide zonen Johannes en Leonhard. Sinds 2000 is het bedrijf gevestigd in het station Meppen.

## Streekvervoer
Levelink voert busvervoer uit in de gemeenten Haren (Ems), Meppen, Sögel, Twist en Werlte op de lijnen:
- 911 Haren (Ems) - Emmeln v.v.
- 915 Niederlangen - Haren (Ems) v.v.
- 919 Haren (Ems) - Wesuwe - Meppen v.v.
- 921 Fehndorf - Rütenbrock v.v.
- 921 Wesuwe - Fehndorf - Haren (Ems) v.v.
- 926 Schöninghsdorf - Meppen v.v.
- 929 Twist - Meppen v.v. (in de zomer met fietsvervoer)
- 930 Sögel - Meppen v.v.

## Stadsvervoer
In de stad Meppen exploiteert Levelink de volgende diensten:
- 1/2 Stadsdienst
- 911 Hemsen - Meppen v.v.
- 919/922 Versen - Esterfeld - Centrum v.v.
- 911/930 Meppen Zuid - Neustadt v.v.

## Grensverkeer
Van 1961 tot 1972 en vanaf 1991 exploiteerde Levelink de lijnen Haren (Ems) - Ter Apel (lijn 920) en Meppen - Emmen (lijn 922/60).

Vanaf 31 december 2022 is, na ruim 60 jaar, de laatste grensoverschrijdende lijn Meppen - Emmen (Lijn 922/60) opgeheven.
De lijn naar Ter Apel was een aantal jaren daarvoor al opgeheven.